# Diane Baker
Diane Carol Baker (* 25. únor 1938, Hollywood, USA) je americká herečka a producentka.

## Počátky
Narodila se v Hollywoodu v USA do rodiny herečky Dorothy Helen Harrington a Clydea L. Bakera. Má dvě mladší sestry, Patti a Sheri. V 18 letech se vydala do New Yorku, aby studovala herectví a balet.

## Kariéra
Před kamerou se poprvé objevila v roce 1959 ve filmu Deník Anne Frankové. Českým divákům pak může být známa z několika úspěšných celovečerních filmů. Patří k nim snímky jako Cesta do středu Země, Marnie, Mlčení jehňátek, nebo Harrisonovy květy.
Objevila se také v seriálech jako To je vražda, napsala, Columbo nebo Dr. House.

## Ocenění
Za svou roli ve filmu The Prize byla nominována na Zlatý glóbus. Nominaci získala také v roce 1960 v kategorii objev roku - herečka. Ani jednu nominaci ale neproměnila v ocenění. Nominována byla také na 3 ceny Emmy.

## Vybraná filmografie

### Filmy
- 1959 - Deník Anne Frankové, Cesta do středu Země
- 1962 - Bitva u Thermopyl
- 1963 - Ukradené hodiny, The Prize
- 1964 - Marnie
- 1969 - Krakatoa, na východ od Jávy
- 1976 - Bakerův jestřáb
- 1991 - Mlčení jehňátek
- 1993 - Klub šťastných žen
- 1994 - Fiktivní zločiny
- 1995 - Síť
- 1996 - Odvaha pod palbou, Cable Guy
- 1997 - Vražda v Bílém domě
- 2000 - Harrisonovy květy
- 2003 - Vichřice
- 2008 - Harrison Montgomery

### Televizní filmy
- 1976 - Columbo: Poslední pocta komodorovi
- 1991 - Pronásledovaní
- 1992 - Perry Mason: Případ nevěsty se zlomeným srdcem
- 2000 - Jackie
- 2012 - Hemingway a Gellhornová

### Televizní seriály
- 1963 - Dr. Kildare
- 1970 - Mission: Impossible
- 1973 - Here We Go Again
- 1976 - Columbo
- 1977 - Kojak
- 1987 - To je vražda, napsala
- 1995 - Nemocnice Chicago Hope
- 2000 - Pohotovost
- 2001 - Zákon a pořádek
- 2005 - Dr. House